# Lomographa glomeraria
Lomographa glomeraria (conocida como (en inglés): polilla gris de primavera) es una especie de polillas de la familia Geometridae. La especie fue descrita por primera vez por el entomólogo inglés Augustus Radcliffe Grote en 1881, con distribución en el este de América del Norte. El holotipo de la especie fue descrita en el este de América del Norte.

## Distribución
L. glomeraria se encuentra en el este de Norteamérica, extendiéndose hacia el oeste entre los 95 y los 100 grados de longitud oeste. La especie se encuentra en el sur de Canadá, desde Nueva Escocia, Ontario, hasta el este de Manitoba. En los Estados Unidos continental, se extiende desde el noreste incluyendo Alabama, Arkansas, Illinois, Indiana, Maryland, Massachusetts, Míchigan, Oklahoma, Pensilvania y Tennessee, hasta el oeste de Florida y desde el oeste hasta el centro de Texas, Misuri y Wisconsin.
Es una polilla mediana con una envergadura de unos 25 milímetros (1 plg). Es de color blanquecino a crema con las alas salpicadas de negruzco. Presenta una franja mediodorsal de color crema o blanco escarchado que se estrecha sobre T1.: Notas 1  Cuenta con pequeños puntos discales negros en ambas alas. Una única línea común extradiscal, regular, denticulada y negruzca, cruza ambas alas. Debajo de la franja mediodorsal se encuentran franjas subventrales, adventrales y medioventrales débiles.
Parte frontal, entre los ojos, y los palpos son marrón a marrón rojizo. La cabeza es blanco brillante. El tórax y abdomen son blanco por encima con escamas dispersas de color marrón oscuro, por debajo blanco grisáceo.
Las larvas se alimentan de especies de Prunus, y posiblemente Crataegus, ambas Rosaceae.
Existe cierta variación geográfica dentro de esta especie. Los ejemplares del noreste (Nueva Escocia, por ejemplo) tienden a ser más pálidos y con manchas más sutiles que los de Nueva Inglaterra. Las polillas de los Apalaches (Carolina del Norte, por ejemplo) tienden a ser más grandes, más parduscas y a presentar una mácula menos definida que los ejemplares más septentrionales. En el extremo sur del área de distribución de la especie (Florida y Texas), los ejemplares tienden a ser más pequeños, más pálidos aunque igualmente presentan una mácula menos definida.

## Ciclo de vida
La polilla completa su ciclo larvario de manera rápida, por lo general en cuatro semanas. La oruga descansa sobre hojas durante el día. Pasa su estado de pupa en el invierno. La polilla se encuentra en vuelo desde finales de febrero (en los estados del sur) hasta junio.